# Oey
Oey (giản thể: 黄, phồn thể: 黃) là một họ của người Indonesia gốc Hoa có nguồn gốc từ tiếng Phúc Kiến được Latin hóa. Nghĩa đen của họ này là "màu vàng", trong tiếng Trung Java nó được viết là Oei trong khi bính âm của từ này là Huang.
Nhiều người Indonesia mang họ này đã phải đổi sang một họ của Indonesia vì Quyết định 127 năm 1966 của Chủ tịch nội các - một đạo luật chống Trung Quốc bắt buộc người gốc Trung Quốc sống tại Indonesia phải dùng tên Indonesia.
Trong những người Malaysia và Singapore gốc Hoa, họ thường đánh vần họ này là Ooi hoặc Wee.